# 角副棘鮃
角副棘鮃為輻鰭魚綱鰈形目鰈亞目牙鮃科的其中一種，為深海魚類，分布於西大西洋區，從加拿大至烏拉圭海域，棲息深度30-400公尺，體長可達10公分，棲息在底層水域，生活習性不明。

## 扩展阅读
維基物種上的相關：角副棘鮃